# Wellenstein
Wellenstein (lussemburghese: Wellesteen) è un comune soppresso del Lussemburgo sud-orientale, oggi frazione del comune di Schengen. Fa parte del cantone di Remich, nel distretto di Grevenmacher.
Il 1º gennaio 2012 il comune di Wellenstein, insieme al comune di Burmerange, si è fuso nel comune di Schengen.

## Comune soppresso
Oltre al centro abitato di Wellenstein, facevano parte del comune le località di Bech-Kleinmacher, che ne era il capoluogo, e Schwebsange.
Nel 2011 il comune di Wellenstein aveva una popolazione di 1 498 abitanti su una superficie di 7,42 km

## Cultura
A Wallenstein, il 25 ottobre 2005, i membri dell'organizzazione pan-europea Villaggio culturale d'Europa (che comprende, fra gli altri, il comune toscano di Pergine Valdarno), ha consegnato alla commissaria europea per l'Agricoltura e lo Sviluppo rurale Mariann Fischer Boel una dichiarazione sulla qualità della vita nei piccoli centri. La dichiarazione è nota come Dichiarazione di Wellenstein.

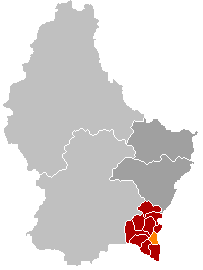
Territorio del comune di Wellenstein, dal 2012 facente parte del comune di Schengen